# Европейский манипулятор ERA

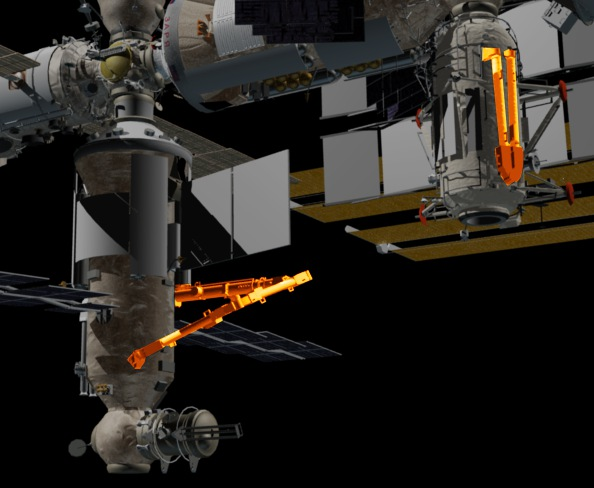
Европейская роботизированная рука показана слева (оранжевого цвета), прикреплена к модулю Наука, запасные части показаны на рисунке справа, прикреплены к модулю Рассвет

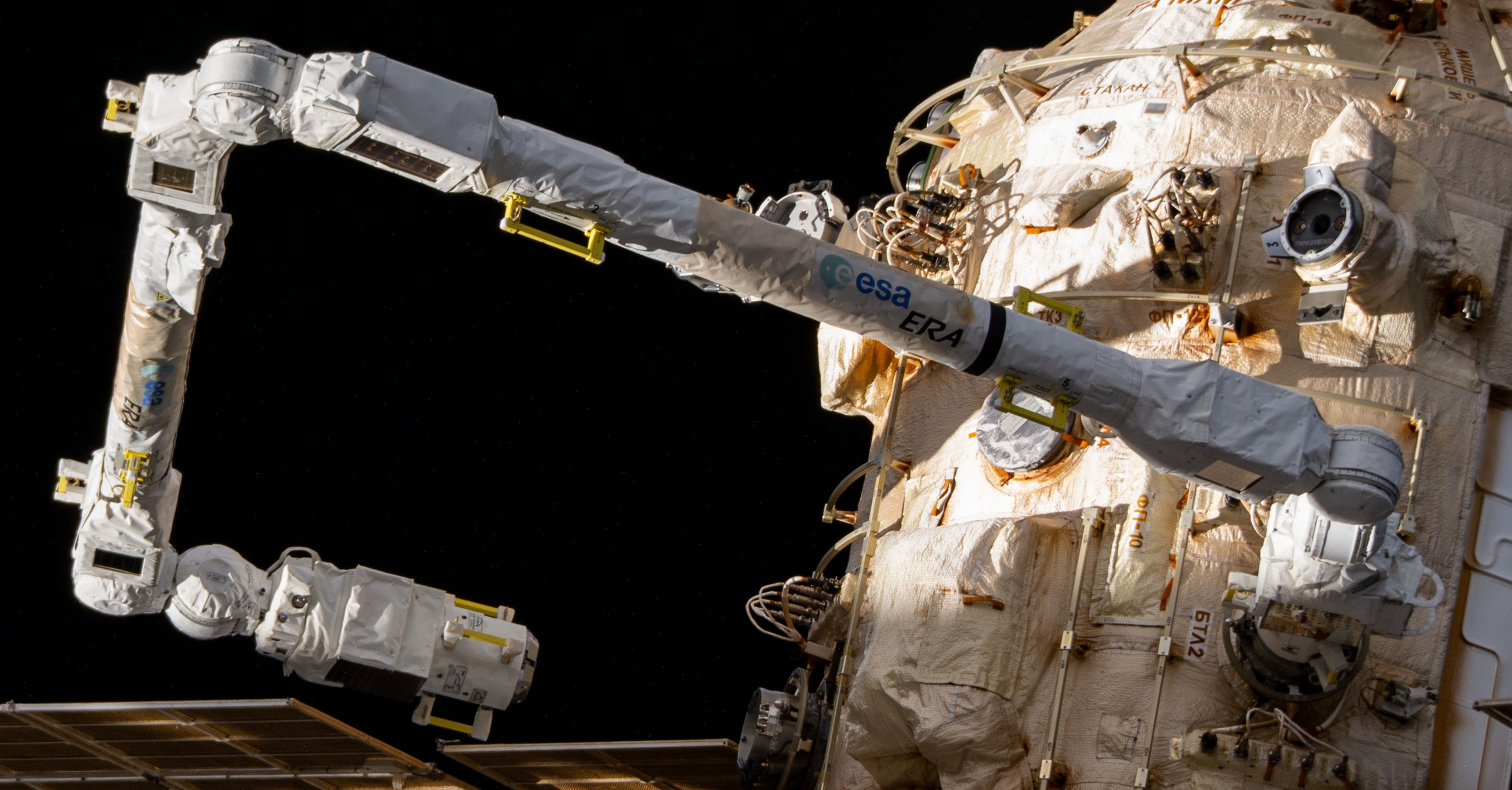

Европейский манипулятор ERA (англ. European Robotic Arm) — дистанционно управляемый космический робот-манипулятор, созданный ЕКА для сборочных работ и обслуживания российского сегмента Международной космической станции.

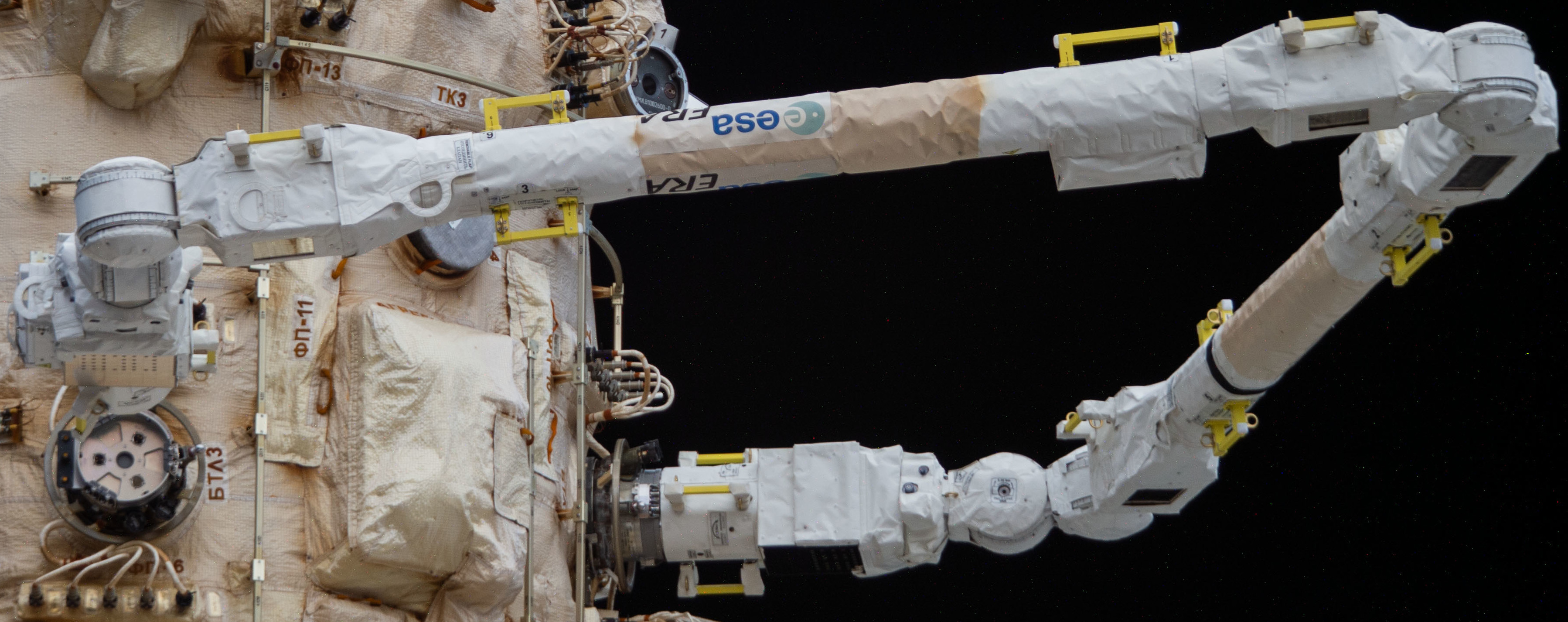

## Описание и задачи
ERA — высокотехнологичное устройство робототехники, обладающее рядом уникальных особенностей. Одной из наиболее интересных функций является способность перемещаться между заранее определёнными базовыми креплениями, установленными на станции, используя собственную систему управления. Это даёт возможность многократно расширить зону полезной работы манипулятора при этом не загружая оператора, и достигается благодаря универсальной конструкции двух концевых эффекторов, которые могут действовать как рабочие органы или присоединяться к креплениям, размещённым на обшивке станции — базовым точкам.
Так как главный манипулятор станции «Канадарм-2» не может работать на российском сегменте МКС из-за ряда конструктивных ограничений, ERA будет служить основным манипулятором РС МКС и выполнять следующие задачи:
- Обследование внешней поверхности станции.
- Работа с оборудованием, размещённым на внешней поверхности РС МКС.
- Поддержка космонавтов в ходе ВКД.
- Перемещение грузов массой до 8000 кг с точностью позиционирования до 5 мм.

Масса манипулятора — 1800 кг.

## Создание и запуск
Робот разработан в 2004 году по заказу Европейского космического агентства консорциумом европейских космических фирм с Dutch Space (голландским филиалом концерна Airbus Defence and Space) в качестве главного подрядчика и 22 фирм-субподрядчиков ещё из восьми стран ЕС. Согласно первоначальному плану ERA, и базовые точки крепления должны были быть размещены на российской Научной энергетической платформе (НЭП) и быть запущены вместе с ней на борту шаттла. Манипулятор должен был использоваться для установки и развёртывания комплекса солнечных батарей на НЭП, однако из-за катастрофы «Колумбии» полёты шаттлов к МКС на время прекратились, количество полётов было сокращено и от энергетической платформы пришлось отказаться.

## Подготовка
Новым местом размещения ERA стал Многофункциональный лабораторный модуль «Наука», разработанный в РКК «Энергия» и созданный ГКНПЦ имени Хруничева, на основе резервного модуля ФГБ-2. В мае 2021 года манипулятор European Robotic Arm (ERA) был установлен на многофункциональный лабораторный модуль «Наука».
12 июля 2022 года глава госкорпорации «Роскосмос» Дмитрий Рогозин заявил о прекращении работы ERA на МКС. Однако 14 июля на МКС подготовка Олега Артемьева и Саманты Кристофоретти к ВКД, намеченной на 21 июля с целью дальнейшей подготовки манипулятора, продолжалась.
В 2022 году специально для подготовки манипулятора и интеграции его в Российский сегмент МКС было проведено несколько выходов в открытый космос. После подготовки первой задачей для ERA станет перенос шлюзовой камеры на модуль «Наука» с модуля «Рассвет», на котором она хранится с 2010 года.

## Устройство

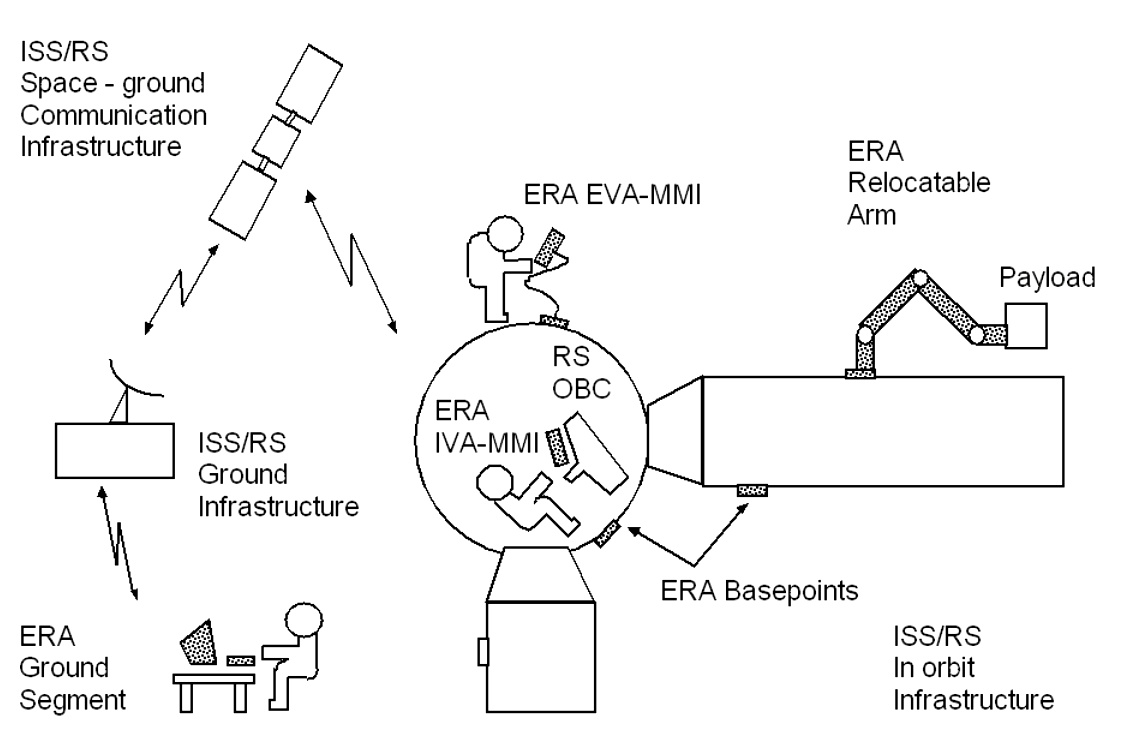
Схема управления работой ERA

ERA состоит из автономного передислоцируемого манипулятора, и комплекса систем управления, включающего в себя пункт управления размещённый на станции, наружный пульт управления, с помощью которого манипулятором может управлять космонавт во время ВКД и наземный пункт управления.

### Манипулятор
Манипулятор является симметричным механизмом, имеющим семь степеней подвижности. Он имеет в длину 11 метров и состоит из нескольких частей:
- Двух одинаковых симметричных секций, длиной около 5 метров, сделанных из углепластиковых труб и креплений из алюминиевых сплавов.
- Двух одинаковых универсальных присоединительных устройств. Рабочим органом манипулятора может служить любой концевой эффектор, в то время как другой будет зафиксирован на одной из нескольких базовых точек размещённых на внешней поверхности станции, которые оборудованы коммуникационной аппаратурой используемой для передачи команд управления от оператора. Любой вид полезной нагрузки перемещаемой манипулятором ERA должен иметь специальные такелажные элементы, для надёжного захвата их концевым эффектором.
- Двух шарнирных суставов с тремя шарнирами в каждом.
- Одного «локтевого» шарнира.
- Управляющего компьютера ECC, размещённого внутри манипулятора. В памяти ECC содержатся данные о пространственном положении элементов станции, которые необходимы для выполнения требуемых операций. Данные передаются на ECC с наземного пункта управления ERA, вычислительная система которого производит предварительное моделирование всех выполняемых манипулятором операций.
- Четырёх камер и осветительных устройств.